# Танцующая свинья
«Танцующая свинья» — французский немой короткометражный художественный фильм 1907 года.
Ранний немой кинематограф многим обязан водевилям. Одноактные водевильные постановки служили источником сюжетов для первых фильмов. Одним из популярных водевильных представлений начала XX века была «Танцующая свинья» (Cochon mondain). Данная версия создана французской фирмой Pathé Frères, существовавшей с 1897 по 1923.
В интернете фильм стал достаточно известным интернет-мемом. Самым известным фрагментом ролика стали последние 20 секунд фильма, где свинья улыбается и мотает языком, обнажая страшные зубы, похожие на вампирские. Иногда это лицо называют «лицом дьявола».

## Сюжет
Актёр в костюме свиньи пытается флиртовать с девушкой, но та всячески его унижает. В конце фильма свинья улыбается и мотает языком, обнажая страшные зубы, похожие на вампирские.